# Cantó de Montsegur
El cantó de Montsegur és un cantó francès del departament de la Gironda, situat al districte de Lengon. Té 15 municipis i el cap és Montsegur.

## Municipis
- Castèl Mauron
- Corts de Montsegur
- Còuturas
- Dieu L'i Vòl
- Landeroet
- Mèste Riu
- Montsegur
- Nau Honts
- Lo Pui
- Rimons
- Ròca Bruna
- Senta Gèma
- Sent Sulpici de Guilheragas
- Sent Vivian de Montsegur
- Talhacavat

## Història
| Data d'elecció                           | Identitat              | Partit | Qualitat |
| ---------------------------------------- | ---------------------- | ------ | -------- |
| 1945-1951                                | André Pellet           |        |          |
| 1951-1963                                | Pierre Martaut         |        |          |
| 1963-1967                                | Armand Gaillard        |        |          |
| 1967-1973                                | Yves Renard            |        |          |
| 1973-1979                                | Robert-Etienne Servant | PS     |          |
| 1979-                                    | Bernard Dussaut        | PS     |          |
| les dades anteriors no són pas conegudes |                        |        |          |
|                                          |                        |        |          |

## Demografia
| 1962  | 1968  | 1975  | 1982  | 1990  | 1999  | 2006  |
| ----- | ----- | ----- | ----- | ----- | ----- | ----- |
| 4.596 | 5.102 | 4.609 | 4.375 | 4.259 | 4.221 | 4.532 |